# Joseph Gomis
Joseph Gomis; es un exjugador francés de baloncesto nacido en Évreux el 2 de julio de 1978. Internacional absoluto con la Selección francesa. Con 1.80 metros de estatura, jugaba en el puesto de base.

## Trayectoria
- Categorías inferiores: ALM Evreux (Francia)
- 1994-1995: ALM Évreux Basket
- 1995-1996: Centre fédéral
- 1996-2001: ALM Évreux Basket
- 2001-2002: SLUC Nancy
- 2002-2005: Leche Rio Breogán
- 2005-2008: Grupo Capitol Valladolid
- 2008-2010: Unicaja Málaga
- 2010-2011: Spirou Charleroi
- 2011-2014: CSP Limoges
- 2014-2015: Jeunesse Sportive des Fontenelles de Nanterre
- 2015-2016: Paris-Levallois

## Palmarés
- 1996. Medalla de Plata con la Selección junior de Francia en el Eurobasket Junior´96
- 2002. Campeón de la Copa Korac con el Sluc Nancy.
- 2013-14 Campeón de la Pro A
- 2014-15 Campeón del FIBA EuroChallenge